# Schenectady
Schenectady [skəˈnɛktədi] ist eine City im US-Bundesstaat New York. Sie ist Verwaltungshauptstadt des Schenectady County. Das U.S. Census Bureau hat bei der Volkszählung 2020 eine Einwohnerzahl von 67.047 ermittelt.
Ab dem 19. Jahrhundert wurde die Stadt stark industriell geprägt. Sie wird nach dem bis 1974 hier ansässigen Unternehmen General Electric auch Electric City genannt.

## Geographie
Die Stadt liegt im Osten von New York am Mohawk River nahe dem Zusammenfluss mit dem Hudson River, etwa 230 km nördlich von New York City. Sie ist vom Atlantik im Südosten und dem Ontariosee im Westen etwa gleich weit entfernt. Die Stadt hat eine Fläche von 28,4 km², von denen 0,5 km² Wasserfläche ist.

## Geschichte
1661 wurde die Stadt von Arendt Van Curlear, einem Niederländer aus Nijkerk, und 14 mit ihm ausgewanderten Familien gegründet, nachdem sie das Land von Mohawk-Indianern erhalten hatten. In dieser Zeit galt die Ansiedlung als Tor zum Westen. 1690 wurde die Siedlung bei Ausbruch des Kolonialkrieges bis auf die Grundmauern niedergebrannt und die meisten Einwohner getötet. Danach wurde das Dorf mit Hilfe der Irokesen und den Nachbargemeinden Albany und Troy wieder aufgebaut und rund um das Dorf ein zweiter Verteidigungswall errichtet. 1776 wurde ein dritter Wall erbaut. Zu jener Zeit erhielt die Ansiedlung das Stadtrecht.
1819 zerstörte ein Feuer das ganze Geschäftszentrum in der Nähe des Flusses mit 160 Gebäuden, wovon sich die Stadt nur langsam erholte. Sechs Jahre später wurde der Eriekanal fertiggestellt. Damit endete die Bedeutung von Schenectady als Warenumschlagsplatz.
1831 begann auch hier das Eisenbahnzeitalter. Die ebenfalls 1831 in New York gebaute DeWitt Clinton benötigte damals für ihre Stammstrecke von Schenectady nach Albany (New York) 46 Minuten und war die erste Dampflokomotive im Bundesstaat New York.
Kurz darauf begann die Schwerindustrie das Gesicht der Stadt zu prägen, als die Schenectady Locomotive und die American Locomotive Company hier ihre Werke eröffneten. Gebaut wurden u. a. die Chicago, Rock Island & Pacific 938 Locomotive, die Chicago, St. Paul, Minneapolis & Omaha Railway J-2 Serie, die Denver & Rio Grande Western #20, die Mogul 1629 Locomotive und die Southern Pacific 2-8-0 895 Locomotive. 1886 verlegte Thomas Edison sein Versuchslabor hierher. Im 20. Jahrhundert ließ sich General Electric nieder, was der Stadt den Spitznamen Electric City einbrachte. Auch eine Radio-Sendeanlage entstand, die bis Europa gehört werden konnte, deren Informationen in der Zeit des 2. Weltkrieges wichtig wurden, deren Abhören aber auch in Deutschland bestraft wurde. Der General-Electric-Standort hat eine eigene Postleitzahl, die 12345. Viele amerikanische Kinder schreiben zur Weihnachtszeit ihre Wünsche an den Weihnachtsmann und benutzen diese Postleitzahl, was dazu führt, dass etliche Angestellte von General Electric in ihrer Freizeit die Post beantworten.

## Kultur
Schenectady hat sieben Colleges und Universitäten, vier Highschools, zehn öffentliche und zehn private Grund- und Mittelschulen. Des Weiteren unterhält die Stadt eine öffentliche Bibliothek mit rund 548.000 Büchern, 28.700 Audio- und 13.700 Video-Dokumenten.

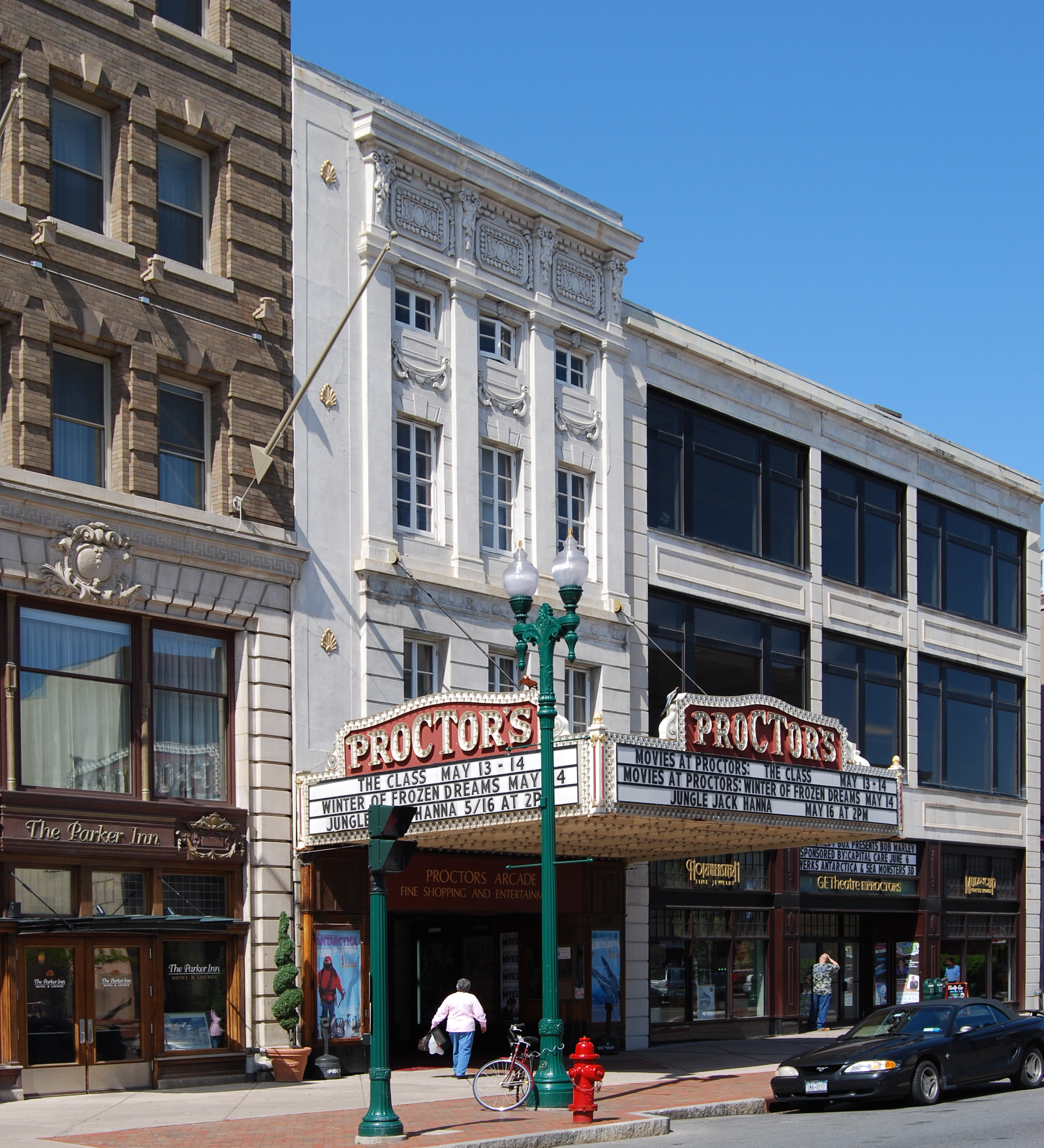
Eingang des Proctors Theatre

Das zentral gelegene Proctors Theatre gilt als Kunstzentrum Schenectadys. 1926 errichtet, bietet es heute Broadway-Produktionen, Filmvorführungen und Platz für lokale Künstler.

## Sehenswert
Das Union College mit dem ältesten angelegten Campus in den USA, entworfen vom französischen Architekten Joseph Ramée, der sich zwischen 1812 und 1816 in den Vereinigten Staaten aufhielt; das Schenectady County Community College, das als Schule im ehemaligen Hotel Van Curler begann, sowie der Central Park, die schönste und größte Parkanlage der Stadt.

## Demographie
27,2 % der Einwohner sind unter 18 Jahre alt und auf 100 Frauen ab 18 Jahre und darüber kommen statistisch 87,4 Männer. Das Durchschnittsalter beträgt 35 Jahre (Stand: 2000).
Das durchschnittliche Einkommen eines Haushalts liegt bei 29.378 USD, das durchschnittliche Einkommen einer Familie bei 36.458 USD. Männer haben ein durchschnittliches Einkommen von 30.869 USD gegenüber den Frauen mit durchschnittlich 25.292 USD. Das Pro-Kopf-Einkommen liegt bei 17.076 USD.

20,8 % der Einwohner und 16,8 % der Familien leben unterhalb der Armutsgrenze.

### Abstammung
In Schenectady lebten laut Volkszählung 2010 66.135 Einwohner in 26.265 Haushalten. Die Bevölkerungsdichte beträgt 2.199,9 Einw./km².
54,38 % sind Weiße, 28,19 % Afroamerikaner, 0,69 % amerik. Ureinwohner, 3,62 % Asiaten, 0,14 % Pazifikinsulaner und 15,98 % andere oder gemischter Herkunft. Hispanics oder Latinos sind 20,47 % (davon 14,1 % Puerto-Ricaner).
Die Einwohner europäischer Herkunft sind italienischer (19,7 %), irischer (15,8 %), deutscher (12,2 %), polnischer (9,0 %), englischer (7,4 %) und französischer (6,0 %) Abstammung.

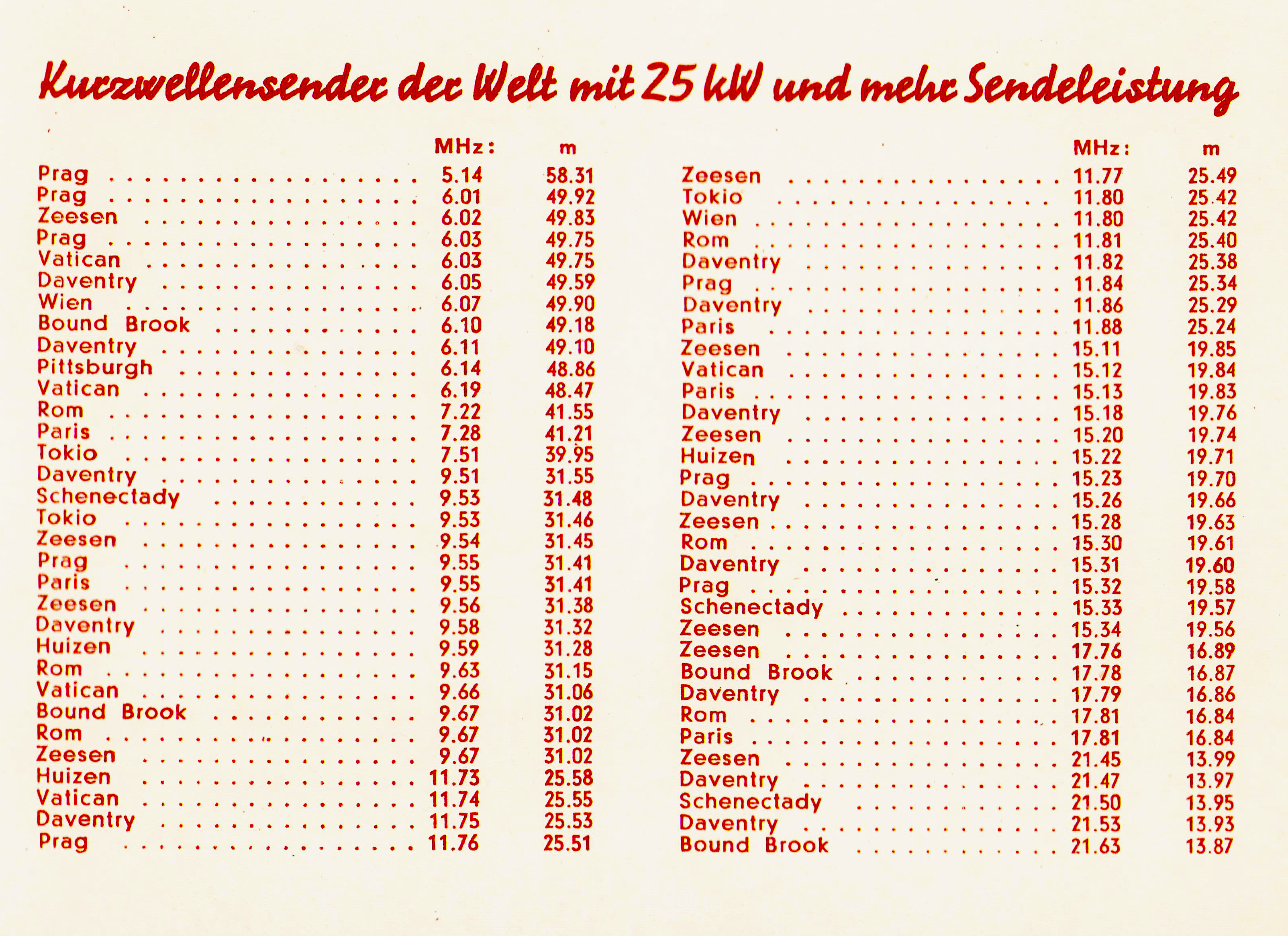
Die Frequenzen des Kurzwellensenders in Schenectady wurden gemeinsam mit anderen größeren Sendern noch 1938 in Deutschland publiziert.

## Söhne und Töchter der Stadt
- Robert Yates (1738–1801), Jurist und Politiker, Mitglied der Philadelphia Convention und Richter am Obersten Gerichtshof von New York
- Henry Glen (1739–1814), Politiker, Vertreter von New York im US-Repräsentantenhaus
- Joseph C. Yates (1768–1837), Politiker, Gouverneur von New York
- John I. De Graff (1783–1848), Kaufmann, Jurist und Politiker, Vertreter von New York im US-Repräsentantenhaus
- John B. Yates (1784–1836), Jurist und Politiker, Vertreter von New York im US-Repräsentantenhaus
- Abraham M. Schermerhorn (1791–1855), Politiker, Vertreter von New York im US-Repräsentantenhaus
- William K. Fuller (1792–1883), Jurist und Politiker, Vertreter von New York im US-Repräsentantenhaus
- Horatio Allen (1802–1889), Eisenbahningenieur
- Stephen Alexander (1806–1883), Mathematiker und Astronom
- James Chatham Duane (1824–1897), Brigadegeneral der United States Army
- Clarkson Nott Potter (1825–1882), Bauingenieur, Jurist und Politiker, Vertreter von New York im US-Repräsentantenhaus
- Henry S. De Forest (1847–1917), Politiker, Vertreter von New York im US-Repräsentantenhaus
- James Hartness (1861–1934), Politiker, Gouverneur von Vermont
- Lewis K. Rockefeller (1875–1948), Politiker, Vertreter von New York im US-Repräsentantenhaus
- John Cregan (1878–1965), Leichtathlet, Medaillengewinner bei den Olympischen Spielen 1900
- James Wendell (1890–1958), Leichtathlet
- Clyde Alexander Heatly (1897–2001), HNO-Arzt
- Katharine B. Blodgett (1898–1979), Physikerin
- Thomas W. Wallace (1900–1943), Rechtsanwalt und Politiker
- Vincent Joseph Schaefer (1906–1993), Chemiker und Meteorologe
- Telford Taylor (1908–1998), Militärjurist, Historiker, Politikwissenschaftler und Buchautor
- Lee Wallard (1910–1963), Autorennfahrer
- John Ball (1911–1988), Schriftsteller
- Anne Vrana-O’Brien (1911–2007), Leichtathletin
- Lee Wallard (1911–1963), Rennfahrer
- James R. Benford (1913–2001), Filmtechniker, optischer Ingenieur und Erfinder
- Edward Rimkus (1913–1999), Bobfahrer
- Edward Sagarin (1913–1986), Autor und Soziologe, Präsident der American Society of Criminology
- Sid Weiss (1914–1994), Jazz-Bassist
- Lee Davenport (1915–2011), Physiker
- Ranald MacDougall (1915–1973), Drehbuchautor, Filmregisseur und Filmproduzent
- Marty Servo (1919–1969), Boxer
- Harold Gould (1923–2010), Schauspieler
- Larry T. Shaw (1924–1985), Herausgeber und Autor von Science-Fiction
- Winifred Hyson (1925–2019), Komponistin und Musikpädagogin
- Charles Mackerras (1925–2010), australischer Dirigent
- William Henry Oldendorf (1925–1992), Neurologe
- Ann B. Davis (1926–2014), Fernsehschauspielerin
- Bobby Pratt (1926/27–1994), Jazzmusiker
- Richard Hadlock (1927–2022), Jazzmusiker, Journalist und Hörfunk-Moderator
- Mary Daly (1928–2010), Theologin, radikale Feministin
- Dave Kamien (1928–2023), Pianist, Dirigent und Komponist
- Elizabeth Kingdon (1928–2021), Opernsängerin
- Kenneth Schermerhorn (1929–2005), Komponist und Dirigent
- Ray Nelson (1931–2022), Science-Fiction-Autor und Cartoonist
- Mary Anne Krupsak (1932–2024), Rechtsanwältin und Politikerin
- Harry J. Flynn (1933–2019), römisch-katholischer Geistlicher, Erzbischof von Saint Paul and Minneapolis
- Warren Munson (* 1933), Schauspieler
- Russell M. Dancy (* 1938), Philosoph und Philosophiehistoriker
- Dave Gillanders (* 1939), Schwimmer
- Tom Moulton (* 1940), Produzent und Remixer
- Alison Des Forges (1942–2009), Historikerin und Menschenrechtsaktivistin
- Richard Wurster (* 1942), Eisschnellläufer
- Jim Nisbet (1947–2022), Schriftsteller
- Ronald L. Rivest (* 1947), Mathematiker und Kryptologe, Miterfinder des RSA-Kryptosystems
- John Wurster (* 1948), Eisschnellläufer
- Wayne LaPierre (* 1949), Waffenlobbyist und politischer Aktivist, stellvertretender Vorsitzender und Geschäftsführer der National Rifle Association
- Chris Collins (* 1950), Politiker, Vertreter von New York im US-Repräsentantenhaus
- John Sayles (* 1950), Filmregisseur, Drehbuchautor, Produzent und Schauspieler
- Jack Fragomeni (1951–2009), Jazzgitarrist und Musikpädagoge
- Deborah Van Valkenburgh (* 1952), Film- und Theaterschauspielerin
- Mickey Rourke (* 1952), Schauspieler
- Pat Cadigan (* 1953), Science-Fiction-Autorin
- James F. Kasting (* 1953), Geowissenschaftler
- Donald Martiny (* 1953), Künstler
- Kevin Burns (1955–2020), Filmproduzent, Fernsehregisseur und Drehbuchautor
- Nancy Fiddler (* 1956), Skilangläuferin
- Patricia Kalember (* 1956), Schauspielerin
- Jeffrey Blatnick (1957–2012), Ringer
- Susan Ivey (* 1958), Wirtschaftsmanagerin, Präsidentin und CEO der Holding Reynolds American
- Elizabeth Rosner  (* 1959), Schriftstellerin
- Kevin Greene (1962–2020), American-Football-Spieler, -Trainer und Wrestler
- Stephen J. Dubner (* 1963), Autor und Wirtschaftsjournalist
- Erik Wemple (* 1964), Journalist und Medienkritiker
- Lisa Richardson (* 1966), dänische Curlerin
- Leslie Silva (* 1968), Film- und Theaterschauspielerin
- Keith Chylinski (* 1971), römisch-katholischer Geistlicher, Weihbischof in Philadelphia
- Jessica Collins (* 1971), Schauspielerin
- Rich Brennan (* 1972), Eishockeyspieler
- Ato Essandoh (* 1972), Schauspieler
- Brian Patneaude (* 1974), Jazzmusiker
- Gregg August (* um 1975), Musiker
- Andrew Yang (* 1975), Unternehmer und Autor
- Antonio Delgado (* 1977), Politiker
- Willie Deane (* 1982), Basketballspieler
- John Napier (* 1986), Bobsportler
- Nick Petrecki (* 1989), Eishockeyspieler

## Sonstiges
Schenectady hat seit dem 30. Januar 1995 offiziell eine eigene Hymne namens Our Schenectady, komponiert von John Van Laak. 1972 fanden hier auf dem Union College Campus zwei Wochen lang die Dreharbeiten zu Sydney Pollacks Film The Way We Were (deutsch: So wie wir waren) statt, mit Robert Redford, Barbra Streisand, Bradford Dillman und Lois Chiles in den Hauptrollen.
Der US-amerikanische Spielfilm The Place Beyond the Pines von 2012 spielt in Schenectady und Umgebung, genau wie der Film Synecdoche, New York aus dem Jahr 2008.